# Isola King Christian
L'isola King Christian è un'isola disabitata del territorio di Nunavut, in Canada.

## Geografia
L'isola fa parte delle isole Sverdrup, un gruppo a sua volta facente parte delle isole Regina Elisabetta, nell'arcipelago artico canadese.
Dista 13,5 km dalla costa sudoccidentale dell'isola di Ellef Ringnes, dalla quale è separata da uno stretto chiamato Danish.
Ha un'area complessiva di 645 km², misura 39 km in lunghezza e 26 km in larghezza.

## Storia
Il primo europeo a visitare l'isola fu Gunnar Isachsen nel 1901. Vilhjalmur Stefansson tracciò una cartografia della costa meridionale dell'isola nel 1916.